# Els tres mosqueters (pel·lícula de 1942)
Els tres mosqueters (títol original: Los tres mosqueteros) és una pel·lícula històrica mexicana de 1942 basada en la novel·la homònima d'Alejandre Dumas, dirigida per Miguel M. Delgado i protagonitzada per Cantinflas, Janet Alcoriza, Consuelo Frank i Ángel Garasa. Està doblada al català.

## Argument
Cantinflas coneix a Reyna, una bella estrella de cinema. En un cabaret dels baixos fons, i després de flirtejar bastant amb ella, Cantinflas aconsegueix recuperar un collaret robat a la famosa actriu. Ella, en agraïment el convida al fet que visiti els estudis on treballa. Allí, en Cantinflas per accident rep un cop al cap que li farà perdre el sentit i llavors comença a somiar que ell és D'Artagnan i els seus amics són els tres mosqueters d'Alejandre Dumas. Al final D' Artagnan lluita per l'amor de la Reina Anna d'Àustria.

## Repartiment
- Cantinflas com Cantinflas / D'Artagnan
- Ángel Garasa com Ricardo / Cardenal Richelieu
- Janet Alcoriza com Mimí / Milady (com Raquel Rojas)
- Consuelo Frank com Reyna / Anna d'Àustria
- Pituka de Foronda com Constancia / Sra. Bonacieux
- Andrés Soler com Athos
- Julio Villarreal com rey Lluís XIII
- Jorge Reyes com Julio / duc de Buckingham
- Estanislao Schillinsky com Aramis
- José Elías Moreno como Portos

## Producció
Posa Films va contractar a un nombre d'estrelles ja consagrades per a fer costat al seu actor Cantinflas. A Miguel M. Delgado, qui ja se'l considerava «director exclusiu de Cantinflas», se li va assignar la tasca de dirigir la luxosa i costosa producció. Jaime Salvador, el guió del qual per a l'anterior vehicle de Cantinflas El gendarme desconocido li va donar fama, va adaptar la novel·la de Dumas per a la pantalla. Ballet Theatre, un grup de ball de renom de l'època, va ser emprat per a realitzar el ballet en l'escena de la sala del tron.

## Estrena
Els tres mosqueters va ser un èxit financer. «Va trencar tots els rècords de taquilla» a Mèxic i va guanyar 123.000 pesos en la seva primera setmana i 248.000 en les següents tres setmanes.

## Premis
Al Festival Internacional de Cinema de Cannes de 1946, Els tres mosqueters va competir pel Gran Premi del Jurat, que es va atorgar a una altra pel·lícula mexicana, María Candelaria (1943).